# Saluggia
Saluggia är en ort och kommun i provinsen Vercelli i regionen Piemonte, Italien. Kommunen hade 3 916 invånare (2018).